# Рок-Спрінгс (Нью-Мексико)
Рок-Спрінгс (англ. Rock Springs) також Цеч'іжі (навахо Tséchʼízhí) — переписна місцевість (CDP) в США, в окрузі Маккінлі штату Нью-Мексико. Населення — 807 осіб (2020).

## Географія
Рок-Спрінгс розташований за координатами 35°36′32″ пн. ш. 108°49′46″ зх. д. / 35.60889° пн. ш. 108.82944° зх. д. (35.608805, -108.829342).  За даними Бюро перепису населення США в 2010 році переписна місцевість мала площу 15,06 км², уся площа — суходіл.

## Демографія
Згідно з переписом 2010 року, у переписній місцевості мешкало 567 осіб у 148 домогосподарствах у складі 123 родин. Густота населення становила 38 осіб/км².  Було 156 помешкань (10/км²).
Расовий склад населення:
| - 98,9 % — корінних американців - 0,5 % — білих |

До двох чи більше рас належало 0,5 %. Частка іспаномовних становила 1,1 % від усіх жителів.
За віковим діапазоном населення розподілялося таким чином: 35,6 % — особи молодші 18 років, 59,1 % — особи у віці 18—64 років, 5,3 % — особи у віці 65 років та старші. Медіана віку мешканця становила 24,8 року. На 100 осіб жіночої статі у переписній місцевості припадало 94,8 чоловіків;  на 100 жінок у віці від 18 років та старших — 90,1 чоловіків також старших 18 років.
Медіана доходів становила 31 538 доларів для чоловіків та 34 792 долари для жінок. За межею бідності перебувало 55,4 % осіб, у тому числі 61,6 % дітей у віці до 18 років та 37,5 % осіб у віці 65 років та старших.
Цивільне працевлаштоване населення становило 76 осіб. Основні галузі зайнятості: транспорт — 36,8 %, публічна адміністрація — 22,4 %, освіта, охорона здоров'я та соціальна допомога — 14,5 %, інформація — 13,2 %.